# جويل بانتينغ
جويل بانتينغ (بالإنجليزية: Joel Bunting)‏ هو لاعب كرة قدم أمريكي، ولد في 2 ديسمبر 1997 في تشارلستون في الولايات المتحدة. لعب مع USC Upstate Spartans men's soccer ‏.